# 周陈
周陈（德語：Jochen Neumeyer），德国外交官、律师。现任德国驻华大使馆新闻处处长。
周陈在运营德国驻华大使馆的新浪微博账号时经常与中国网民互动，曾因发布有关“言论自由”的博文引发热议。